# Белонин, Николай Никитович
Николай Никитович Белонин (3 мая 1880 — 26 сентября 1953) — советский землеустроитель, геодезист, картограф, кандидат сельскохозяйственных наук, профессор Киевского университета.

## Биография
Родился 3 мая 1880 года в городе Владимир-на-Клязьме, Российская империя. Окончил в 1901 году инженерный отдел Московского межевого института. В 1902—1904 годах был слушателем Санкт-Петербургского археологического института.
До 1908 года работал землемером, лектором Народного университета Уфы. Работал помощником губернского землемера. В 1908—1913 годах работал преподавателем землемерного и частного коммерческого училища города Житомира. С 1908 года — член Общества исследователей Волыни, почётный член — с 1913 года. В 1913—1917 годах работал землемером-ревизором межевого присутствия, преподавателем геодезии в Политехникуме Тифлиса.
В 1918 году вернулся в Житомир на должность инструктора по мелиорации, в 1920—1923 годах возглавлял землемерно-техническую часть, впоследствии отдел землеустройства губернского земельного отдела. Преподавал геодезию в землемерном училище. В 1923—1925 году — профессор Житомирского техникума землеустройства, инструктор по национализации лесов, в 1925—1933 годах — старший научный сотрудник Учёного комитета при Народном комитете землеустройства УССР, профессор землемерного института, старший научный сотрудник Института Соцреконструкции в Харькове. В 1933—1941 годах работал профессором и заведующим кафедрой Одесского сельскохозяйственного университета, где в 1937 году получил степень кандидата сельскохозяйственных наук.
В 1941—1944 годах преподавал в Коми-Пермяцком сельскохозяйственном техникуме города Кудымкар. С 1944 года работает главным инженером Управления землеустройства Министерства сельского хозяйства УССР и профессором Гидромелиоративного института. Работал в Киевском университете в 1946—1953 годах заведующим кафедрой геодезии и картографии, одновременно заведовал отделом картографии Научно-исследовательского института географии при Киевском университете.
Сфера научных исследований: кадастр и организация территории, районирование, проектирование размещения и специализации сельскохозяйственного производства; планирование сёл, методика организации полезащитных лесополос и мелиорация территорий; землеустройство, организация территорий сельскохозяйственного производства на Украине. Автор более 90 научных трудов.

## Труды
- До питання про земельні громади. — К., 1925.
- Земельно-землевпорядні оцінки. — К., 1928.
- Питання методології обліку ефективності землевпорядкування. — К., 1929.
- Обоснование севооборотов в колхозах и землеустройство. — К., 1940.
- Опыт применения геодезии и графостатики к решению задач определения наилучших направлений полезащитных полос (на примере обработки некоторых роз суховейных ветров). — К., 1950.